# Kwadwo Duah
Kwadwo Duah (London, 1997. február 24. –) angol születésű svájci korosztályos válogatott labdarúgó, a bolgár Ludogorec Razgrad csatárja.

## Pályafutása

### Klubcsapatokban
Kwadwo Duah az angol fővárosban, Londonban született. Családjával nem sokkal születése után Bernbe költözött. Az ifjúsági karrierjét helyi csapatokban kezdte, játszott például az AS Italiananál és a FC Bethlehem BE-nél is, majd az első osztályban szereplő Young Boys utánpótlás csapatában folytatta. 
2016-ban mutatkozott be a Young Boys felnőtt csapatában. Először a 2016. július 30-ai, Lugano elleni mérkőzésen, Yoric Ravet cseréjeként a 78. percben lépett pályára. A következő három évet kölcsönben, különböző másodosztályú csapatokban szerepelt, mint például a Neuchâtel Xamax, Winterthur és a Servette. A 2019–2020-as szezonban a Wilnél játszott, ahol 33 mérkőzésen lépett pályára és 12 gólt szerzett. 2020. augusztus 14-én két éves szerződést írt alá a St. Gallen együttesével.
2022. július 1-jén a német másodosztályban szereplő Nürnberg együttese szerződtette a 2025–26-os szezon végéig. 2022. július 16-án, a St. Pauli ellen 3–2-re elvesztett bajnokin debütált, majd a 46. percben meg is szerezte első gólját a klub színeiben. 2023. július 19-én a bolgár Ludogorec Razgradhoz írt alá.

### A válogatottban
Duah tagja volt a svájci U18-as, U19-es és az U20-as válogatottnak is. 2024. június 7-én bekerült Murat Yakın szövetségi kapitány 26 fős keretébe, akik utaznak az Európa-bajnokságra.

## Statisztikák
2023. július 22. szerint
| Klub                         | Szezon   | Osztály          | Bajnokság | Bajnokság | Kupa  | Kupa | Nemzetközi | Nemzetközi | Összesen | Összesen |
| Klub                         | Szezon   | Osztály          | Meccs     | Gól       | Meccs | Gól  | Meccs      | Gól        | Meccs    | Gól      |
| ---------------------------- | -------- | ---------------- | --------- | --------- | ----- | ---- | ---------- | ---------- | -------- | -------- |
| Young Boys                   | 2016–17  | Super League     | 6         | 1         | 2     | 2    | 6          | 0          | 14       | 3        |
| Neuchâtel Xamax (kölcsönben) | 2016–17  | Challenge League | 11        | 1         | 0     | 0    | —          | —          | 11       | 1        |
| Winterthur (kölcsönben)      | 2017–18  | Challenge League | 25        | 6         | 1     | 1    | —          | —          | 26       | 7        |
| Servette (kölcsönben)        | 2018–19  | Challenge League | 10        | 2         | 0     | 0    | —          | —          | 10       | 2        |
| Wil                          | 2019–20  | Challenge League | 33        | 12        | 1     | 0    | —          | —          | 34       | 12       |
| St. Gallen                   | 2020–21  | Super League     | 32        | 9         | 4     | 1    | 1          | 0          | 37       | 10       |
| St. Gallen                   | 2021–22  | Super League     | 33        | 15        | 6     | 3    | –          | –          | 39       | 18       |
| St. Gallen                   | Összesen | Összesen         | 65        | 24        | 10    | 4    | 1          | 0          | 76       | 28       |
| Nürnberg                     | 2022–23  | 2. Bundesliga    | 33        | 11        | 4     | 0    | —          | —          | 37       | 11       |
| Ludogorec Razgrad            | 2023–24  | Parva Liga       | 1         | 0         | 0     | 0    | —          | —          | 1        | 0        |
| Összesen                     | Összesen | Összesen         | 184       | 57        | 18    | 7    | 7          | 0          | 209      | 64       |

## Sikerei, díjai
St. Gallen
- Svájci Kupa
  - Döntős (2): 2020–21, 2021–22